# Erik Christensen
Erik Christensen (* 17. Dezember 1983 in Edmonton, Alberta) ist ein ehemaliger kanadischer Eishockeyspieler, der im Verlauf seiner aktiven Karriere zwischen 1999 und 2017 unter anderem 404 Spiele für die Pittsburgh Penguins, Atlanta Thrashers, Anaheim Ducks, New York Rangers, Minnesota Wild in der National Hockey League auf der Position des Centers bestritten hat. Christensen, der auch in diversen europäischen Topligen auflief, wurde im Jahr 2017 Schwedischer Meister mit dem HV71.

## Karriere
Der 1,85 m große Center begann seine Karriere bei den Kamloops Blazers in der kanadischen Juniorenliga Western Hockey League, bevor er beim NHL Entry Draft 2002 als 69. in der dritten Runde von den Pittsburgh Penguins ausgewählt wurde. Der Linksschütze verbrachte noch zwei weitere Jahre bei den Blazers und wechselte dann zum Ligakonkurrenten Brandon Wheat Kings. In der Saison 2002/03 wurde er mit 108 Punkten Topscorer der Western Hockey League.
Den Lockout in der Saison 2004/05 verbrachte Christensen bei den Wilkes-Barre/Scranton Penguins, einem Farmteam der Pittsburgh Penguins in der American Hockey League. Am 31. Oktober 2005 wurde der Kanadier erstmals in den NHL-Kader des Franchises aus Pittsburgh berufen, sein erstes Tor in der höchsten nordamerikanischen Profiliga erzielte er drei Tage später im Spiel gegen die New York Islanders. Am 26. Februar 2008 wurde Erik Christensen zusammen mit Colby Armstrong, Angelo Esposito und einem Erstrunden-Draftpick im NHL Entry Draft 2008 in einem Trade-Deadline-Tausch für Marián Hossa und Pascal Dupuis zu den Atlanta Thrashers transferiert. Während der folgenden Saison wurde er erneut eingetauscht und spielte in der Folge des Tauschs bei den Anaheim Ducks. Im Dezember 2009 setzten ihn die Ducks auf die Waiver-Liste, von der er von den New York Rangers verpflichtet wurde.
Ab Juni 2012 stand Christensen beim HC Lev Prag aus der Kontinentalen Hockey-Liga unter Vertrag, ehe er im Oktober 2013 aus diesem entlassen wurde und wenige Tage später vom HV71 aus der Svenska Hockeyligan verpflichtet wurde. Dort beendete er im Sommer 2017 nach dem Gewinn der schwedischen Meisterschaft im Alter von 34 Jahren seine aktive Karriere.

## Erfolge und Auszeichnungen
| - 2002 Teilnahme am CHL Top Prospects Game - 2003 WHL West First All-Star Team - 2003 CHL Second All-Star Team | - 2003 Bob Clarke Trophy - 2017 Schwedischer Meister mit dem HV71 |

## Karrierestatistik

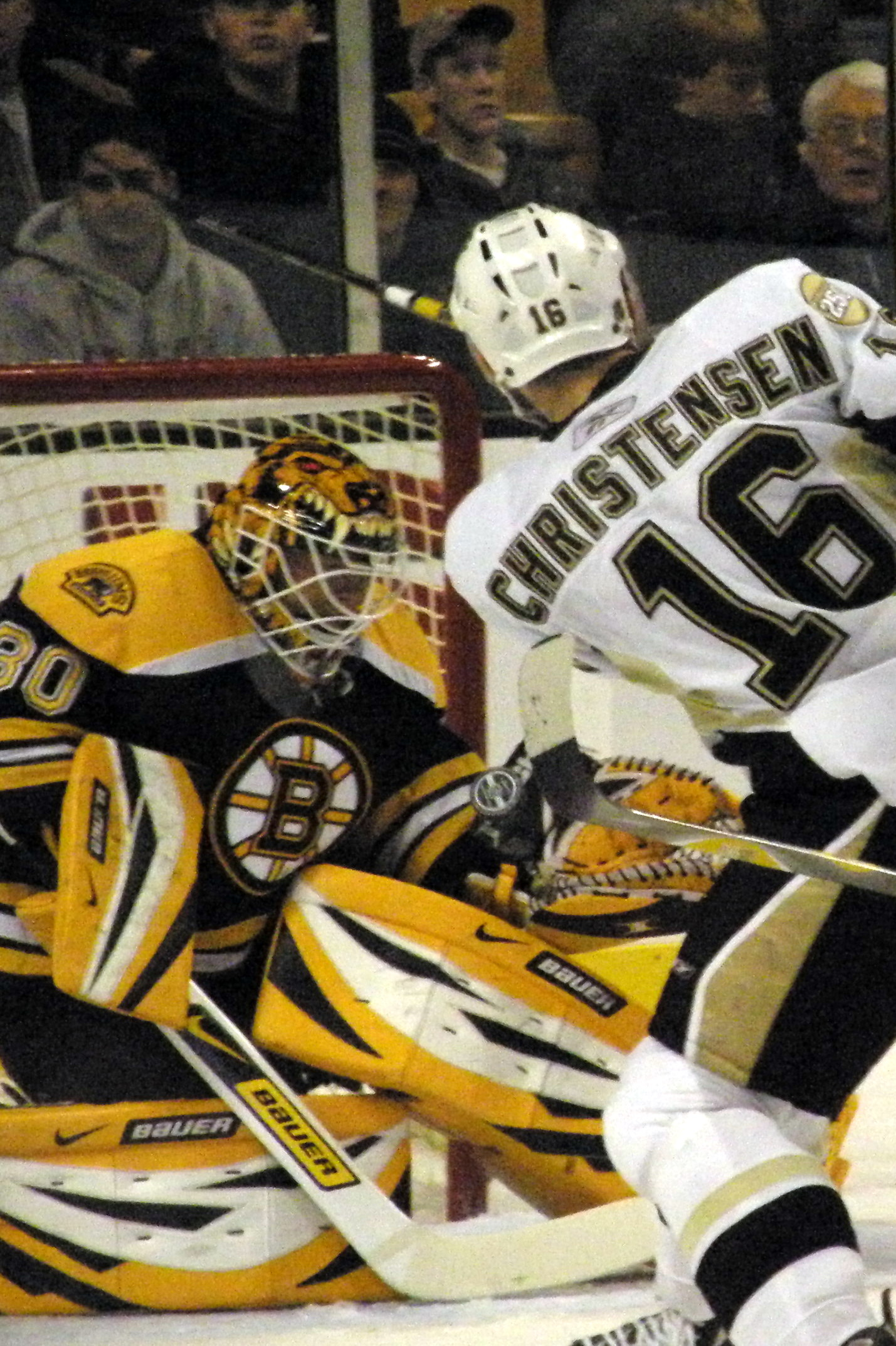
Christensen beim Torschuss gegen Tim Thomas (2007)

(Legende zur Spielerstatistik: Sp oder GP = absolvierte Spiele; T oder G = erzielte Tore; V oder A = erzielte Assists; Pkt oder Pts = erzielte Scorerpunkte; SM oder PIM = erhaltene Strafminuten; +/− = Plus/Minus-Bilanz; PP = erzielte Überzahltore; SH = erzielte Unterzahltore; GW = erzielte Siegtore; 1 Play-downs/Relegation; Kursiv: Statistik nicht vollständig)